# Bispebjerg Kirkegård
Bispebjerg Kirkegård blev anlagt i 1903 på Bispebjerg, hvilket gør den til den yngste af de fem kirkegårde i Københavns kommune. Størrelsen er på 436.391 m².
Med en beliggenhed på et at de højeste punkter i København med et let fald mod nord. Her findes en høj allé af poppeltræer, der blev anlagt i begyndelsen af 1930'erne, der forlænger Grundtvigskirkens akse ned mod Utterslev Mose og videre ud mod Tingbjerg.
Bispebjerg Krematorium fik en ny bygning den 14. januar 2003 til erstatning for det gamle krematorium med den karakteristiske skorsten.

## Afdelinger
Der er en stor askefællesgrav og Danmarks største og mest moderne krematorium. Det sidste er karakteristisk, fordi denne kirkegård er forbundet med en lige så gammel ide, nemlig ligbrænding.
Der findes et kapel, nemlig Søndre Kapel som ligger inde på kirkegården. Der findes også alle øvrige gravstedstyper samt et kolumbarium, dvs. en urnehal hvor urnerne opsættes på hylder. I kolumbariet findes endvidere et rum for buddhister.
Desuden findes en række specialafdelinger – en russisk, svensk, katolsk, mandæisk og muslimsk afdeling samt i yderkanterne soldaterkirkegård for tyske og engelske soldater samt danske frihedskæmpere og et antal faldne danske soldater under Besættelsen.

## Kendte personer begravet på Bispebjerg Kirkegård
Bispebjerg Kirkegård er ikke de kendtes kirkegård, men de manges. Dog ligger der nogle kendte mennesker begravet her:
- Georg Achen - kunstmaler
- Knud Almar - skuespiller (fællegrav)
- Charlotte Ammundsen
- Alsing Andersen - politiker, minister
- Alvilda Andersen
- Asbjørn Andersen - skuespiller
- Joachim Andersen
- K.B. Andersen - politiker (fællesgrav)
- Peter S. Andersen - skuespiller (fællesgrav)
- Erik Arup
- Henning Bahs - manuskriptforfatter og special effects
- Fredrik Bajer - forfatter, folketingsmedlem og modtager af Nobels Fredspris
- Matilde Bajer - kvindesagsforkæmper
- Jürgen Balzer
- Gustav Bang
- Nina Bang - socialminister
- Poul Bang
- Povl Baumann - arkitekt
- Bodil Bech
- Julius Bechgaard
- Sigurd Berg
- Harald Bergstedt - forfatter
- Knud Berlin
- Hans Dahlerup Berthelsen - arkitekt
- Gunnar Bigum - skuespiller (fællesgrav)
- Kaj Birket-Smith
- Sophus Birket-Smith
- Rudolf Bissen
- Vilhelm Bissen
- Mette Koefoed Bjørnsen
- Emil Blichfeldt - arkitekt
- Alexander Blom - postmester og xylograf
- F.C. Boldsen - sagfører
- Edvard Brandes - forfatter, chefredaktør
- Frithiof Brandt
- Mogens Brandt - skuespiller (fællesgrav)
- Sven Brasch
- Alex Brask Thomsen - finansmand
- Carl Bratli
- Peter Bredsdorff - byplanlægger
- Hans Brenaa
- Gunna Breuning-Storm
- Marie Brink
- Louis Brinkfort
- Valdemar Brummer - jernbanedirektør
- H.V. Brøndsted
- Ego Brønnum-Jacobsen
- Gustav Budde-Lund - grosserer og entomolog
- Christopher Boeck - forfatter
- Sophy A. Christensen
- Theodor Christensen
- Gerda Christophersen - skuespiller (fællesgrav)
- Victor Cornelius - komponist, pianist og sanger
- Frederik Dalgaard - politiker (fællesgrav)
- Henrik Dam - biokemiker og modtager af Nobelprisen i medicin i 1943
- J. H. Deuntzer (nedlagt)
- Aksel Dreslov
- Ejnar Dyggve - arkitekt
- Astrid Ehrencron-Kidde
- Jens Enevoldsen - skakspiller og forfatter
- Povl Engelstoft
- Anton Juul Erthmann - maler
- Karl I. Eskelund - forfatter
- Harry Felbert
- Dan Folke - komponist (fællesgrav)
- Bjarne Forchhammer - skuespiller (fællesgrav)
- J.A. Fridericia - historiker
- Helga Frier - skuespiller (fællesgrav)
- Carl Gandrup
- Eduard Geismar
- Harald Goldschmidt - veterinær
- Jørn Grauengaard - guitarist og komponist (fællesgrav)
- Vilhelm Groth
- Per Gundmann
- Sophus Halle
- Frederik Hammeleff - billedhugger
- Paul Hammerich - forfatter
- Anton Hansen - basunist (fællesgrav)
- Carl "Skomager" Hansen - fodboldspiller
- Else-Marie Juul Hansen - skuespiller (fællesgrav)
- Harald Hansen
- Holger Juul Hansen - skuespiller
- Oskar Hansen - forfatter (fællesgrav)
- Jytte Hauch-Fausbøll - instruktør (fællesgrav)
- Peder Hedebol - borgmester
- Knud Heglund - skuespiller (fællesgrav)
- Lili Heglund - skuespiller (fællesgrav)
- Edvard Heiberg - arkitekt
- Kasper Heiberg
- Poul Henningsen - forfatter, arkitekt (fællesgrav)
- Elvi Henriksen
- Anna Henriques-Nielsen
- Harald Herdal - forfatter
- Knud Hilding
- Lorenz V. Hinrichsen - maler
- Holger Hofman
- Astrid Holm - maler og væver
- Emil Holm - kgl. kammersanger
- Valsø Holm - skuespiller (fællesgrav)
- Grethe Holmer - skuespiller (fællesgrav)
- Sigrid Horne-Rasmussen - skuespiller (fællesgrav)
- Frants Hvass - diplomat
- Carl Johan Hviid - skuespiller (fællesgrav)
- Albert Høeberg
- Theodor Høffding - ingeniør
- Yvonne Ingdal - Skuespiller (Fællesgrav)
- Ludvig Jacobsen
- Ingeborg Hammer Jensen (en) - klassisk filolog og videnskabshistoriker
- Johannes V. Jensen - forfatter (fællesgrav)
- Louis Jensen
- Jens Jensen Egeberg - maler
- Olfert Jespersen
- Christian Juel - matematiker
- Jørgen Jørgensen - filosof
- Harald Kidde - forfatter
- Aage Kidde - politiker
- Per Kirkeby - maler
- Jens Kjeldby
- Anna Kjerrumgaard - skuespiller
- Charles Kjerulf - komponist og kritiker
- K.M. Klausen - politiker
- Eigil Knuth - billedhugger og polarforsker
- Henning Koppel - designer (fællesgrav)
- Theodora Krarup - maler
- Henning Kronstam - solodanser (fællesgrav)
- Toni Lander - solodanser
- Johannes Anker Larsen
- John Larsen
- Niels Bjørn Larsen
- Viggo Larsen
- Bertel Lauring - skuespiller
- Jessie Lauring - skuespiller (fællesgrav)
- Hans Jørgen Lembourn - forfatter (fællesgrav)
- Gunnar Lemvigh - skuespiller (fællesgrav)
- Svend Lindhart
- Carl Lobedanz - billedhugger
- Jens Lund - billedhugger
- Karen Marie Løwert - skuespiller og teaterdirektør (fællesgrav)
- Johannes Madsen - redaktør
- Ole Madsen - fodboldspiller
- Johannes Magdahl Nielsen - arkitekt
- Else Mantzius - skuespiller
- Helge Matzen
- Jenny Meyer - porcelænsmaler
- Karl Meyer - kemiker
- Leopold Meyer - læge
- Carl Michelsen - guldsmed og hofjuvelér
- Louis Miehe-Renard - skuespiller
- Edouard Mielche
- Holger Mygind - læge
- Børge Müller - forfatter (fællesgrav)
- Alfred Møller - arkitekt
- Christen Møller
- Lis Møller - politiker
- Albert Naur
- Clara Nebelong - skuespiller
- J.H. Nebelong - organist
- Knud Nellemose - billedhugger (fællesgrav)
- Alfred Nervø
- Gerda Neumann - skuespiller (fællesgrav)
- Marie Niedermann - skuespiller (fællesgrav)
- Ejnar Nielsen - maler
- Jørgen Nielsen
- Klaus Scharling Nielsen - skuespiller (fællesgrav)
- Martin Nielsen - chefredaktør og politiker
- Mogens Frohn Nielsen - skipper (columbariet)
- Nielsine Nielsen - Danmarks første kvindelige læge
- Aaron Nimzowitsch - lettisk skakspiller (gravsted uL 378)
- Mogens Jermiin Nissen
- Astrid Noack - billedhugger (fællesgrav)
- Inger Merete Nordentoft - politiker (fællesgrav)
- Vilhelm Nygaard - politiker
- Einar Nørby - operasanger - (fællesgrav)
- Elith Nørreholm
- Jens Olsen - urmager (verdensur)
- Lauritz Olsen
- Rasmus Ottesen - skuespiller (fællesgrav)
- Henning Palner - Skuespiller  (Fællesgrav)
- Svend Pedersen
- Carl Petersen (Pjerrot) - skuespiller
- Else Petersen - skuespiller (fællesgrav)
- Gustav Philipsen - forlagsboghandler og politiker
- Albert Price - skuespiller
- Steen Eiler Rasmussen - arkitekt og forfatter
- Willy Rathnov - skuespiller
- Carsten Ravn - tegner
- Aage Redal
- Willy Reunert - journalist (fællesgrav)
- Guri Richter
- J.L. Ridter - tegner og illustrator
- Anton Rosen - arkitekt, professor
- Einar Rosenbaum - skuespiller
- Julius Rosenbaum - grafiker
- Kai Rosenberg - komponist (fællesgrav)
- Bjarne Rydstrøm
- Carl Røgind
- Niels Otto Raasted
- Alfred Råvad - arkitekt og byplanlægger
- Andreas Byskov Sarbo - cykelrytter
- Carl Schenstrøm - skuespiller (ene halvdel af Fyrtårnet og Bivognen)
- George Schnéevoigt - instruktør (fællesgrav)
- Herman Heinrich Louis Schwanenflügel - litteraturhistoriker
- Ib Schønberg - skuespiller
- Halldór Sigurdsson
- Magnus Simonsen
- Valdemar Skjerning - skuespiller (fællesgrav)
- Mogens Skot-Hansen - filmproducent (fællesgrav)
- Amalie Skram - forfatter
- Aksel Stevnsborg - skuespiller (fællesgrav)
- Solveig Sundborg - skuespiller (fællesgrav)
- Emanuel Svendsen - politiker
- George Swensson
- Ludvig Sylow - DBU-formand (nedlagt)
- Jørgen Emil Thers - politimand og atlet
- Anders Thisted - chefredaktør, organisationspræsident
- Lise Thomsen - skuespiller (fællesgrav)
- Peter Thomsen
- Alexander Thorsøe - historiker
- Edvin Tiemroth - skuespiller og instruktør (fællesgrav)
- Erik Truxa - illusionist (fællesgrav)
- Peter Tutein
- Jesper Tvede - arkitekt
- Bruno Tyron
- Bodil Udsen - skuespiller (fællesgrav)
- Sara Ulrik - blomstermaler
- Katy Valentin - skuespiller (fællesgrav)
- Karl Verner - sprogforsker
- Ole Vinding
- Holger Vistisen - skuespiller (fællesgrav)
- Vera Volkova
- Egon Weidekamp - overborgmester i København (fællesgrav)
- Emil Wiinblad
- Charles Wilken - skuespiller (fællesgrav)
- Charles Willumsen - skuespiller (fællesgrav)
- Kai Wilton - instruktør (fællesgrav)
- Ludvig Wimmer - sprogforsker og runolog
- Harald Witzansky - chefredaktør
- Eigil Wolff - officer
- Wilhelm Xylander - maler
- Erik Zahle
- Hans Christian Ægidius
- Louis Østrup - DBU-formand (nedlagt)
- Clara Østø - skuespiller (fællesgrav)
- Erik Aaes

## Frihedskæmpergravene
- Knud Otto Lykke Andersen
- Helge Bøghof
- Bent Werge Christensen
- Arne Knud Christiansen
- Otto Andreas Konrad Manley Christiansen
- Henning Ejner Carl Anphin Elbrus
- Henry Karl Johan Engelhardt
- Per Egon Flodin
- Arno Egon Hansen
- Paul Mathias Howardy Hansen
- Eigil Ingolf Emanuel Jensen
- Hans Christian Hyldborg Jensen
- Kurt Gunnar Jensen
- Laurids Jensen
- Niels Carlo Jørgensen
- Kjeld Gustav Kaarsen
- Søren Toft Egholm Lauritzen
- Ernst Tommy Liljeqvist
- Svend Haakon Niclassen
- Erik Lars Nielsen
- Cuno Conrad Christian Odde
- Lissi Esther Petersen
- Ole Skjelmose
- Thomas Friederich Stotz
- Carl Verner Middelboe Sørensen

## Soldatergravene
- Bobby Erling Andreasen (Den Danske Brigade)
- Helge Emil Andreasen
- Aage Edvard Hansen
- Poul Arne Hansen-Nord
- Ove Edgar Breyer Hilker
- Robert Vilhelm Isbo
- Knud Basse Jensby
- Aage Rübner Jørgensen
- Hans Kristian Jørgensen
- Ove Kai Karbo
- Lars Johannes Bødtcher Larsen
- S. Aa. Larsen
- Svend Halager Michelsen
- Poul Vilhelm Olsen
- Ove Kaj Rasmussen
- Sigurd Snerding

## Galleri
- Sydelige af to parallelle alléer
- Nord-sydgående allé.
- Forstander Heinrich Gille (11/7-1878 - 17/2-1945)
- Klokkestabel med vikingeinspireret dekoration på taget.
- Fællesgrave.
- Nordre kapel.
- Tyske soldatergrave fra anden verdenskrig.
- Engelske grave fra anden verdenskrig.